# كلوديوس ري
كلوديوس ري (بالفرنسية: Claudius Rey)‏ هو عالم حشرات فرنسي، ولد في 2 سبتمبر 1817 في ليون في فرنسا، وتوفي بنفس المكان في 31 يناير 1895.